# Station Otta
Station Otta is een station in Otta in fylke Innlandet in Noorwegen. Het stationsgebouw dateert uit 1896 en is een ontwerp van Paul Due.